# General Grant National Memorial

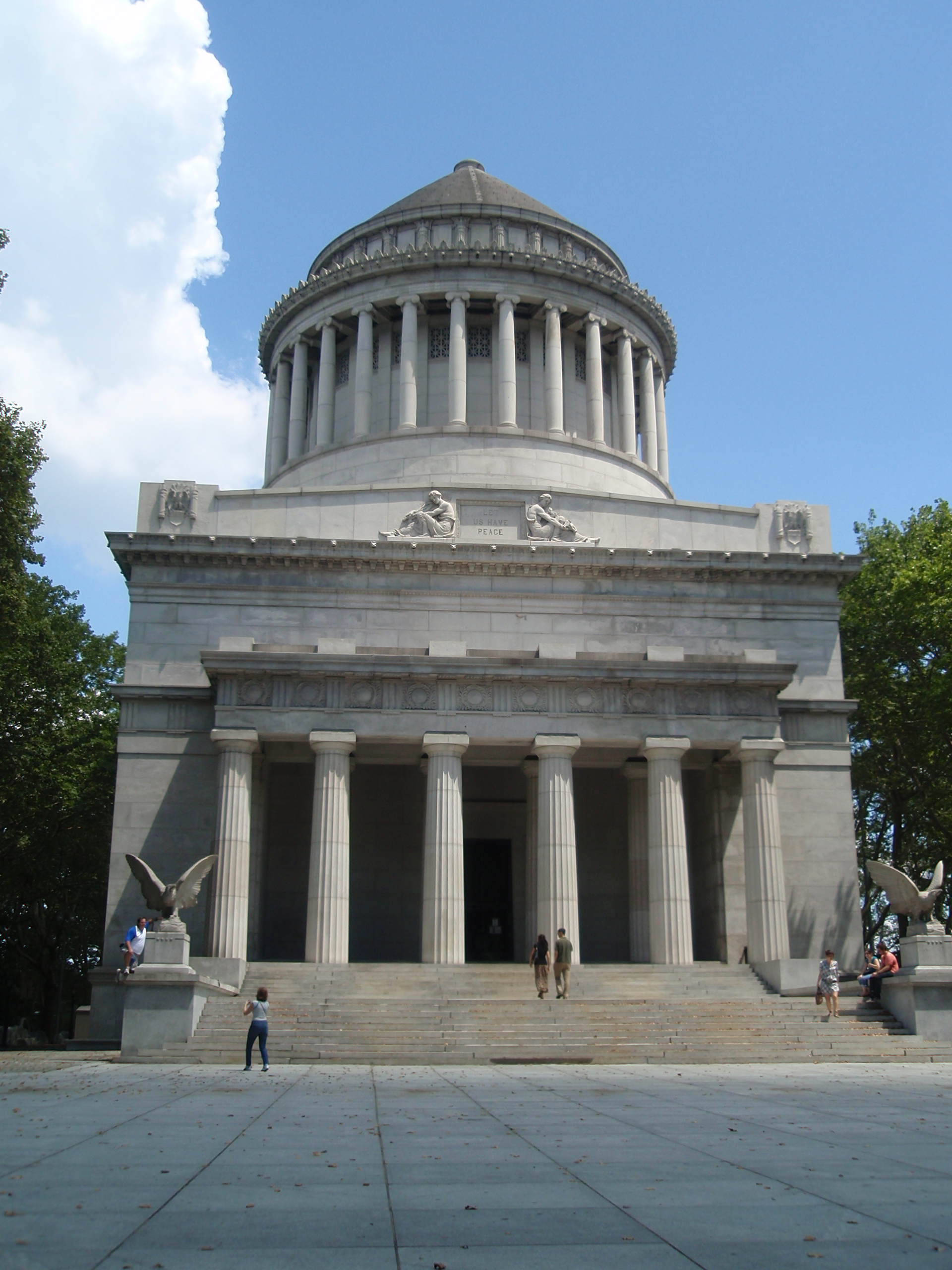
Grant's tomb 2010

General Grant National Memorial även känt som Grant's Tomb är ett mausoleum på Manhattan med kropparna av Ulysses S. Grant (1822–1885), amerikansk general och president, och hans fru Julia Boggs Dent (1826–1902).
Efter Grants död år 1885 var det New Yorks dåvarande borgmästare William Russell Grace som tog initiativ till att mausoleet byggdes i New York. Tanken var populär i New York men mötte motstånd i huvudstaden Washington, D.C. Presidentens änka Julia bekräftade att hennes makes sista önskan var att bli begravd i New York och mausoleet uppfördes slutligen på Manhattan där det kunde invigas år 1897.